# Вожой (станція)
Вожо́й (рос. Вожой) — залізнична станція на залізниці Іжевськ-Воткінськ Горьківської залізниці в Росії. Розташована безпосередньо на території села Вожой, Удмуртія.

## Маршрути[2]
- Поїзд 6362 — Іжевськ-Воткінськ